# Acanthopygus albopunctatus
Acanthopygus albopunctatus là một loài bọ cánh cứng thuộc chi Acanthopygus trong họ Anthribidae. Loài này được Xavier Montrouzier mô tả lần đầu năm 1860.